# Teresa Núñez de Lara

Escudo de armas de la Casa de Lara.

Teresa Núñez de Lara (c.1280-c.1314). Dama castellana. Fue hija de Juan Núñez I de Lara, señor de la Casa de Lara, y de su esposa, Teresa de Haro. Fue tataranieta del rey Alfonso IX de León.

## Orígenes familiares
Fue hija de Juan Núñez I de Lara, señor de la Casa de Lara, y de su esposa, Teresa de Haro. Por parte paterna fueron sus abuelos Nuño González de Lara "el Bueno", señor de la Casa de Lara, y su esposa Teresa Alfonso. Por parte materna fueron sus abuelos Diego López III de Haro, señor de Vizcaya, y su esposa Constanza de Bearne.
Fue hermana de Juan Núñez II de Lara, señor de la Casa de Lara, de Nuño González de Lara, y de Juana Núñez de Lara, que contrajo matrimonio con Fernando de la Cerda, hijo del infante Fernando de la Cerda y nieto de Alfonso X de Castilla.
Fue tataranieta por parte materna del rey Alfonso IX de León, de quien también descendía por parte paterna.

## Biografía
Se desconoce su fecha exacta de nacimiento, aunque debió de ocurrir alrededor del año 1280. Fue la hija mayor de Juan Núñez I de Lara, señor de la Casa de Lara, y de su esposa, Teresa de Haro. 
Contrajo matrimonio en la ciudad de Palencia en 1303 con Alfonso de Valencia, hijo del infante Juan de Castilla "el de Tarifa" y de su primera esposa, Margarita de Montferrato. Su esposo fue señor de Valencia de Campos y de Mansilla, Pertiguero mayor de Santiago, y mayordomo mayor de Alfonso XI de Castilla.
Se desconoce su fecha exacta de defunción, aunque debió de ocurrir en el año 1314. Falleció sin dejar descendencia y su esposo contrajo matrimonio de nuevo, alrededor del año 1314, con Juana Fernández de Castro, hija de Fernando Rodríguez de Castro, señor de Lemos, y de Violante Sánchez de Castilla, hija ilegítima de Sancho IV de Castilla, rey de Castilla. No obstante, diversos genealogistas, entre los que se cuenta Luis de Salazar y Castro, han cuestionado la existencia del segundo matrimonio de Alfonso de Valencia.